# François Joseph Ducoux
François Joseph Ducoux est un homme politique français né le 11 septembre 1808 à Châteauponsac (Haute-Vienne) et mort le 23 mars 1873 dans le 6e arrondissement de Paris.

## Biographie
Médecin militaire en 1828, il sert aux Antilles, au Brésil et en Algérie. Il s'installe en 1838 à Blois, où il est conseiller municipal et président de la loge maçonnique. Commissaire du gouvernement après le 24 février 1848, il est élu représentant de Loir-et-Cher en avril 1848. Il est nommé préfet de Police de Paris après les évènements de juin 1848. Il est représentant de la Haute-Vienne de 1850 à 1851. Arrêté au moment du coup d’État du 2 décembre 1851, il reste en dehors de la politique sous le Second Empire. Il retrouve un siège de député, dans le Loir-et-Cher, de 1871 à 1873. Il siège à gauche.

## Sources
- « François Joseph Ducoux », dans Adolphe Robert et Gaston Cougny, Dictionnaire des parlementaires français, Edgar Bourloton, 1889-1891 [détail de l’édition]